# Neobatrachus
Neobatrachus (лат.) — род бесхвостых земноводных из семейства Limnodynastidae. Родовое название происходит от др.-греч. νεος — «новый» и др.-греч. βατραχος — «лягушка». Обитают по всей Австралии, кроме Тасмании.

## Классификация
На февраль 2023 года в род включают 9 видов:
- Neobatrachus albipes (Roberts, Mahony, Kendrick, and Mayores, 1991)
- Neobatrachus aquilonius (Tyler, Davies, y Martin, 1981)
- Neobatrachus centralis (Parker, 1940)
- Neobatrachus fulvus (Mahony & Roberts, 1986)
- Neobatrachus kunapalari (Mahony & Roberts, 1986)
- Neobatrachus pelobatoides (Werner, 1914)
- Neobatrachus pictus (Peters, 1863)
- Neobatrachus sudelli (Lamb, 1911)
- Neobatrachus sutor (Main, 1957)
- Neobatrachus wilsmorei (Parker, 1940)